# Desfile de los locos

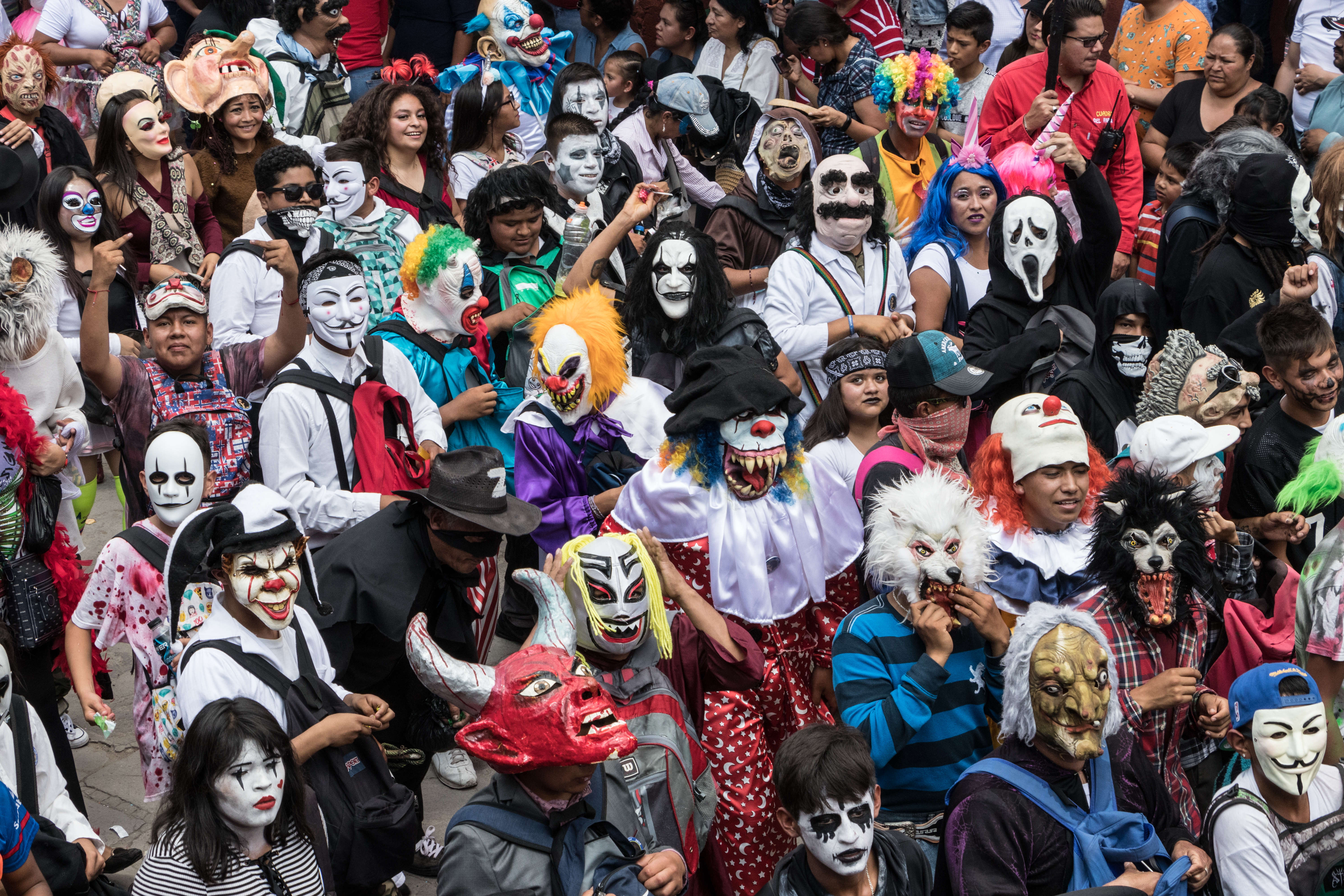
Desfile de los Locos

El Desfile de los Locos es uno de los eventos más esperados del año en la ciudad de San Miguel de Allende, una celebración a lo grande que se lleva a cabo el primer domingo después del 13 de junio, día de San Antonio de Padua, Sale completamente de lo denominado común y como su nombre lo indica, da rienda suelta para que una manada de locos se lance a la calle a desfilar, celebrar y bailar delante de miles de espectadores que esperan recibir dulces y golosinas a medida que el desfile avanza por las calles de San Miguel de Allende. Este gran evento también conocido como El convite de los locos es una hermosa celebración en donde todos los pobladores de esta bella ciudad de Guanajuato participan dejando salir su loco interior, dando como resultado una de las más alocadas, divertidas e inigualables fiestas de todo México.

## Principales Actividades
Como cada año, los locos se prepararán para realizar su tradicional desfile, la edición de este año será la número 43º y pretenden mantener la tradición intacta, por lo tanto la marcha comenzará en la Iglesia de San Antonio a las 10:00 a.m. y durante todo el día se podrán ver distintos grupos de locos que partirán desde este punto con destino al Jardín Central, en el camino desplegarán toda su locura, su alegría y magia mientras realizan bailes, invitando a los espectadores a participar, pero eso no es todo, pues se acostumbra que los locos repartan regalos, dulces y golosinas al público a medida que avanzan en su recorrido. Realmente se trata de una celebración que no tiene igual en otra parte del país, por eso cada año el número de personas que acuden a esta ciudad guanajuatense para participar del convite de los Locos crece asombrosamente.
Para quienes aún no conozcan mucho sobre el Desfile de los Locos de San Miguel de Allende, realmente no se trata de locos, sino de ciudadanos que tienen un gran espítiru festivo, la consigna de esta festividad es disfrazarse como algún personaje de la tele, del cine o algún político, para ello las personas utilizan todo tipo de materiales, trapos, ropa vieja, cartón, plástico, todo es válido mientras que el resultado sea un buen disfraz bien extravagante y divertido.

## ¿Cómo llegar?
La ciudad de San Miguel de Allende es muy conocida, pues fue declarada como patrimonio de la humanidad por la UNESCO, esta ciudad data de la época colonial y está situada en el estado de Guanajuato, más precisamente a unos 74 kilómetros de la ciudad de Guanajuato y a 40 km de la ciudad de Dolores Hidalgo. El precio de la entrada para ingresar al Desfile de los Locos es completamente gratuito, puesto que se realiza en medio de la calle, en la vía pública y cualquiera puede participar alentando a los carros, recibiendo obsequios, bailando, cantando o cualquier otra locura que se le ocurra.